# Нзола, М’Бала
М’Бала Нзола (порт. M'Bala Nzola; род. 18 августа 1996 в Буко-Зау, Ангола) — ангольский футболист, нападающий итальянской «Фиорентины» и сборной Анголы. Выступает на правах аренды за клуб «Ланс».

## Карьера

### Клубная карьера
Нзола родился в 1996 году в городе Буко-Зау и в раннем возрасте переехал во Францию, где играл за детскую команду «Труа». В 15 лет скаут Кебба Сиссе заметил юного Нзолу и организовал для него просмотры в английском «Кристал Пэлас», итальянском «Кремонезе» и ряде французских коллективов, однако ни в одном из клубов не стали подписывать контракт с молодым ангольцем. В 2014 году нападающий пополнил ряды португальской «Академики». Он дебютировал за клуб 28 января 2015 года, выйдя на замену в матче Кубка португальской лиги против «Порту». «Академика» уступила в нем со счётом 1:4; единственный гол забил именно Нзола.
Летом 2015 года Нзола перешел в клуб третьего португальского дивизиона «Сертаненсе», за который он провёл 17 встреч и отметился 9 мячами. Из-за финансовых проблем в команде футболист покинул её по окончании сезона и по совету своего агента Дидье Пингизи отправился в Италию. После череды неудачных просмотров — М’Балу не взяли в «Перуджу» и «Казертану» — анголец хотел вернуться во Францию, однако контракт с ним подписал коллектив из Серии C — «Виртус Франкавилла». В своём первом сезоне в Италии нападающий за 33 матча Серии C забил 11 голов, внеся существенный вклад в выход команды в плей-офф за повышение в классе. В 1/8 финала розыгрыша плей-офф Нзола был удален с поля за ругань в адрес арбитра и впоследствии дисквалифицирован за это на 8 матчей Данный эпизод Нзола считает самым грустным в своей карьере.
Летом 2017 года Нзола стал игроком клуба «Карпи», который тогда же возглавил тренер «Виртуса» Антонио Калабро. Анголец оказался не готов к уровню Серии Б, из-за чего получал мало времени на поле, поэтому перед началом сезона 2018/2019 он был отдан в аренду в «Трапани», выступавший в Серии C. Наставником нового коллектива был молодой Винченцо Итальяно. Итальянец смог раскрыть сильные качества Нзолы, который, в свою очередь, внёс большой вклад в успех команды, получившей по окончании сезона повышение в классе. М’Бала забил 7 голов в регулярном чемпионате и один в финальном матче плей-офф против «Пьяченцы».
Зимой 2020 года Нзола отправился в аренду «Специю», где воссоединился с Итальяно, который возглавил лигурийский коллектив перед началом сезона. Анголец отлично проявил себя во второй половине сезона, забив 6 голов в 17 матчах Серии Б, и помог команде сенсационно выйти в Серию А. В октябре 2020 года «Специя» выкупила права на Нзолу. 7 ноября 2020 года нападающий забил свои первые голы в высшем итальянском дивизионе, оформив дубль во встрече против «Беневенто». Всего за сезон он отметился 11 результативными ударами в 25 матчах. В предпоследнем туре его дубль в ворота «Торино» (4:1) позволил «Специи» остаться в элите итальянского футбола на следующий сезон. В сезоне 2021/22 М’Бала записал на свой счёт лишь два мяча, однако в следующем розыгрыше Нзола за 31 матч забил 13 мячей, став шестым в списке бомбардиров чемпионата. Результативная игра ангольца, тем не менее, не помогла лигурийцам сохранить прописку в высшей лиге.
В августе 2023 года Нзола присоединился к «Фиорентине», вновь воссоединившись с хорошо знакомым ему тренером Винченцо Итальяно. Сумма сделки составила 13 миллионов евро.

### Карьера в сборной
В 2019 году ангольские футбольные функционеры стали проявлять интерес к Нзоле. Так как Нзола в раннем возрасте переехал во Францию, им пришлось искать документы для подтверждения национальности игрока. В конце концов бюрократические препятствия были устранены, и 25 марта 2021 года в матче против Гамбии нападающий дебютировал за сборную. 12 ноября 2021 года в поединке против Египта М’Бала забил первый гол за национальную команду.
В декабре 2023 года форвард был включен в состав команды на Кубок африканских наций, однако Нзола отклонил вызов, чтобы не покидать расположение «Фиорентины».